# Oshima (subprefectuur)
 Ōshima  (Japans: 大島支庁, Ōshima-shichō) is een subprefectuur van de prefectuur Kagoshima, Japan. Ōshima heeft een oppervlakte van 1240,28 km² en had op 1 april 2008 een bevolking van ongeveer 120.296 inwoners. De subprefectuur bevindt zich op de Amami-eilanden. De hoofdstad is Amami.

## Geografie
De administratieve onderverdeling is als volgt:

### Zelfstandige steden (市) shi
Er is één stad in de subprefectuur Ōshima:
- Amami (hoofdstad)

### Gemeenten (郡 gun)
De gemeenten van Ōshima, ingedeeld naar district:
| District | Gemeenten                                                                                          |
| -------- | -------------------------------------------------------------------------------------------------- |
| Oshima   | Amagi - China - Isen - Kikai - Setouchi - Tatsugo - Tokunoshima - Uken - Wadomari - Yamato - Yoron |

## Bestuur
Het bestuur van de subprefectuur wordt uitgevoerd door verschillende lokale bureaus :
- Subprefectuur Oshima : 17-3 Naze Nagatachō, Amami-shi, Kagoshima-ken. 〒894-8501
  - Amami (stad op het eiland Amamioshima)
  - Tatsugo (gemeente op het eiland Amamioshima)
  - Yamato (dorp op het eiland Amamioshima)
- Bureau Setouchi : 36 Koniya Funatsu, Setouchi-chō, Kagoshima-ken. 〒894-1506
  - Uken (dorp op het eiland Amamioshima)
  - Setouchi (gemeente op de eilanden Amamioshima, Kakeromajima, Yoroshima, Ukeshima, en andere eilanden)
- Bureau Kikai : 2901-14 Akaren, Kikai-chō, Kagoshima-ken. 〒891-6201
  - Kikai (gemeente op het eiland Kikaijima)
- Bureau Tokunoshima: 216 Kametsu, Tokunoshima-chō, Kagoshima-ken. 〒891-7101
  - Tokunoshima (gemeente op het eiland Tokunoshima)
  - Amagi (gemeente op het eiland Tokunoshima)
  - Isen (gemeente op het eiland Tokunoshima)
- Bureau Okinoerabu : 134-1 Tedechina, Wadomari-chō, Kagoshima-ken. 〒891-9111
  - Wadomari (gemeente op het eiland Okinoerabujima)
  - China (gemeente op het eiland Okinoerabujima)
  - Yoron (gemeente op het eiland Yoronjima)